# Megamind (bande originale)
Megamind - Music from the Motion Picture, est la bande originale distribué par Lakeshore Records, du film américain d'animation de Tom McGrath, Megamind, sorti en 2010.

## Liste des titres
| 1.    | Giant Blue Head                              | Hans Zimmer et Lorne Balfe        | 4:29 |
| 2.    | Tightenville (Hal's Theme)                   | Hans Zimmer et Lorne Balfe        | 2:16 |
| 3.    | Bad to the Bone                              | George Thorogood & The Destroyers | 4:49 |
| 4.    | Stars and Tights                             | Hans Zimmer et Lorne Balfe        | 1:26 |
| 5.    | Crab Nuggets                                 | Hans Zimmer et Lorne Balfe        | 2:17 |
| 6.    | A Little Less Conversation (Junkie XL Remix) | Elvis Presley                     | 3:32 |
| 7.    | Mel-On-Cholly                                | Hans Zimmer et Lorne Balfe        | 2:32 |
| 8.    | Ollo                                         | Hans Zimmer et Lorne Balfe        | 3:07 |
| 9.    | Roxanne (Love Theme)                         | Hans Zimmer et Lorne Balfe        | 2:36 |
| 10.   | Alone Again Naturally                        | Gilbert O'Sullivan                | 3:37 |
| 11.   | Drama Queen                                  | Hans Zimmer et Lorne Balfe        | 1:47 |
| 12.   | Rejection in the Rain                        | Hans Zimmer et Lorne Balfe        | 1:45 |
| 13.   | Lovin' You                                   | Minnie Riperton                   | 3:23 |
| 14.   | Black Mamba                                  | Hans Zimmer et Lorne Balfe        | 1:13 |
| 15.   | Game Over                                    | Hans Zimmer et Lorne Balfe        | 3:22 |
| 16.   | I'm The Bad Guy                              | Hans Zimmer et Lorne Balfe        | 2:37 |
| 17.   | Evil Lair                                    | Hans Zimmer et Lorne Balfe        | 3:29 |
| 48:17 |                                              |                                   |      |

## Musiques additionnelles
- Outre les titres présents, sur l'album, on entend aussi durant le film les morceaux suivants [2] :
  - Itsy Bitsy Spider
    - Traditional

  - Stars and Tights
    - Composé par Hans Zimmer et Lorne Balfe
    - Interprété par John Burroughs High School Marching Band, Tana Barnett, Instrumental Music Director

  - Highway to Hell
    - Composé par Bon Scott, Angus Young et Malcolm Young
    - Interprété par AC/DC
    - Avec l'aimable autorisation de Columbia Records
    - Par arrangement avec Sony Music Licensing

  - Miss America
    - Composé par Bernie Wayne

  - Crazy Train
    - Composé par John Osbourne, Robert Daisley et Randy Rhoads
    - Interprété par Ozzy Osbourne
    - Avec l'aimable autorisation d'Epic Records
    - Par arrangement avec Sony Music Licensing

  - Mr. Blue Sky
    - Composé par Jeff Lynne
    - Interprété par Electric Light Orchestra[3]

  - Back in Black
    - Composé par Brian Johnson, Angus Young et Malcolm Young
    - Interprété par AC/DC
    - Avec l'aimable autorisation de Columbia Records
    - Par arrangement avec Sony Music Licensing

  - Metro Man's Song
    - Composé par Justin Theroux
    - Interprété par Brad Pitt

  - Bad
    - Écrit et interprété par Michael Jackson
    - Avec l'aimable autorisation d'Epic Records
    - Par arrangement avec Sony Music Licensing

  - Welcome to the Jungle
    - Composé par W. Axl Rose[4], Steven Adler, Izzy Stradlin, Slash[5] et Duff McKagan
    - Interprété par Guns N' Roses
    - Avec l'aimable autorisation de Geffen Records
    - Sous licence d'Universal Music Enterprises